# Elimia fascinans
Elimina fascinans es una especie de gastrópodo de la familia Pleuroceridae que es endémica de los Estados Unidos.